# インスティトゥティオネス方式
インスティトゥティオネス方式（Institutions インスティトゥティオネスほうしき）とは、民法典において、人（権利の主体），物（権利の客体），契約（権利の変動）に大別する形式。ガイウスの「法学提要」（The Institutiones of Gaius）にちなむ。フランス、リトアニア、オーストリアの民法典は、インスティトゥティオネス方式によって構成・記述されている。これと対照的な形式がパンデクテン方式と呼ばれる。

## 穂積陳重による分類
穂積陳重『法典論』によれば、法典の体裁には大別して四種類あり、①沿革から記述する体裁、②編年体として編纂する体裁、③アルファベット順に編纂する体裁、④論理的に記述する体裁、である。①は法律発達の順序に従って記述する方式であり、ベンサムは権利義務を確定する法を「主法」、手続きを規定する法を「助法」と分類した。②は法令発布の順序に従い編纂するもので編纂が容易で新旧関係を知るに便利であるが簡明さを欠く。英米法はこの性格が強く、勅令や議会法などは年代別に序列され、のち１つの法典に集約されていくという過程を取るものが多い（会社法など）。イギリスには大陸法で言われるところの「民法典」「刑法典」と呼ばれる物が存在しないのは著名。③は1853年のメリーランド州の法典でありAbatement（不法妨害の排除）からWild fowl（野禽）に至るまで辞書の体裁で編纂したものである。④にあたるのが西暦530年にユスティニアス帝が公布したローマ法大全に含まれる『法学提要』（インスティテュート法典）と『学説彙纂』（羅：ディゲスタ法典、希：パンデクテン法典）である。

## インスティテュート方式の特徴
インスティテュート方式の特徴は、もともと学生の教科書として編纂させたものにユスティニアス帝が法律の効力を付与したものであり、その配列方法は古代の諸法令の出し方とは異なり、体系化され、人事法、物件法、訴訟法に三部され、ガイウス『法学提要』に準じている。中世以来、このインスティテュート方式の配列を用いたものが非常に多く、プロイセン「フレデリック法典」、フランス「ナポレオン法典」、ベルギー、イタリア等の民法はこの方式を採用した。一方ドイツではザクセン、バイエルン民法がパンデクテン方式を採用し、のちドイツ帝国もこれに準じた。フーゴーやティボーがこれらを理論的に支持したのであるが、ヘンリー・メインによれば古代法は法の当事者が家長であり家中の者は当事者資格がなく、家長権を持つ者（家族制度）があって初めて人事法・物件法・訴訟法の分類が成立した、しかし近代になり家族制度が衰え個人制度に代わり、家族より個人に主体が移るに従い、身分法は狭く、個人の権利義務は身分によって定まるのではなく契約によって定まるのであるから、伝統的なインスティテュート方式は近世社会に適さない、とする。
もっとも、このような批判は19世紀から20世紀初頭のものであり、現代フランス民法に対する批判としては失当である。しかしインスティトゥティオネス体系は権利の主体・客体・変動と展開する点で論理的で明快、首尾一貫しているものの、権利の変動に関する部分が他の部分にくらべて圧倒的に大部となりバランスを欠く点に問題があると指摘されている。例えばフランス民法典は人（7条から515-8条）、物及び様々な形態の財産（516条から710条）に対し所有権取得の様々な方法（711条から2283条）という配列である。

## 文献情報
- 穂積陳重『法典論』（哲学書院、1890年3月）